# Abas (ciudad)

Mapa de la zona de Grecia central donde se ubican algunas de las principales ciudades de la antigua Fócida. Abas se ubicaba al este, cerca de los límites con Beocia y la Lócrida Opuntia.

Abas (en griego, Άβαι) es el nombre de una antigua ciudad griega de Fócide. Su gentilicio es abeos. Se hallaba cerca de los límites de Fócide con Beocia y con Lócride Opuntia, muy próxima a Hiámpolis.

## Orígenes
Pausanias menciona la tradición según la cual los habitantes de la ciudad decían que sus primitivos habitantes eran procedentes de Argos y que la ciudad se había hecho llamar así por su fundador, Abas o Abante. Sin embargo, Aristóteles había calificado a los habitantes de Abas como tracios y además señalaba que fueron habitantes de esta ciudad focidia quienes habían colonizado la isla de Eubea y habían dado a sus habitantes el nombre de «abantes», nombre que utilizó Homero para referirse a los habitantes de Eubea en el catálogo de las naves.

## Oráculo de Abas
En Abas se encontraba un famoso oráculo de Apolo con muchos tesoros y exvotos.
Durante las guerras médicas fue uno de los lugares destruidos por las tropas persas de Jerjes I, en el año 480 a. C., que llegaron a incendiar el santuario. También durante la Guerra Focidia, los beocios quemaron el santuario e incluso murieron quemados los suplicantes focidios que se habían refugiado en él. En cambio, los romanos veneraron el oráculo de Apolo y por ello concedieron a Abas la independencia y además el emperador Adriano mandó construir otro templo más pequeño para Apolo que contaba con imágenes de Apolo, Leto y Ártemis. En tiempos de Pausanias también había en Abas un teatro y un ágora, ambos de gran antigüedad.

## Arqueología

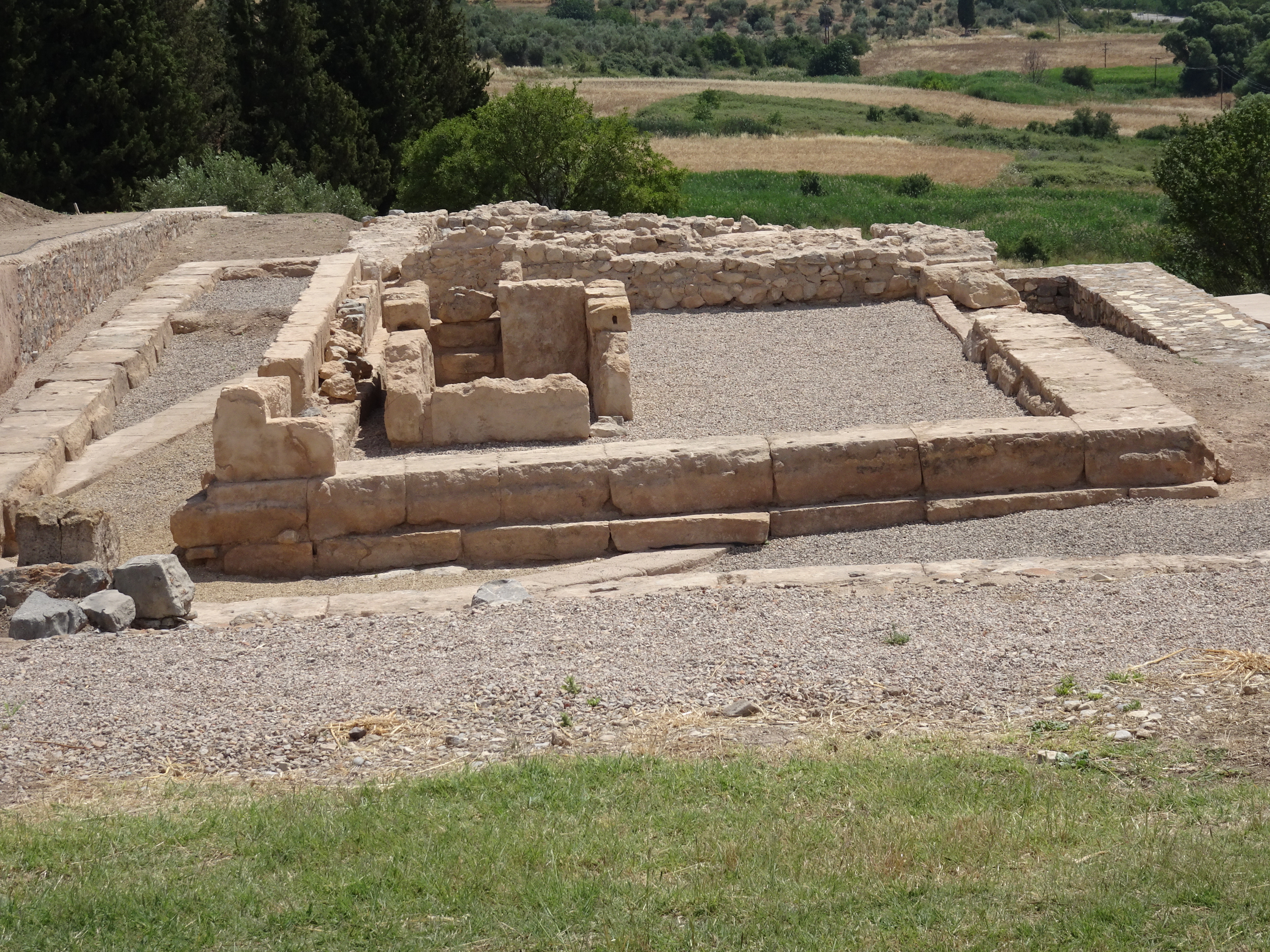
Ruinas del Templo Sur del santuario de Kalapodi, con restos de distintas fases.

En el yacimiento arqueológico de Kalapodi, que está siendo excavado por un equipo dirigido desde el año 2004 por el alemán Wolf-Dietrich Niemeier, se han hallados restos de un santuario que se ha interpretado que pertenecen al antiguo templo de Apolo de Abas. Según el Instituto Arqueológico Alemán, este santuario era ya utilizado en época micénica.